# Bulbophyllinae
Sous-tribu
Les Bulbophyllinae sont une sous-tribu de plantes de la famille des Orchidaceae (les orchidées), de la sous-famille des Epidendroideae et de la tribu des Dendrobieae.
Le genre type est Bulbophyllum.

## Liste des genres
- Acrochaene
- Bulbophyllum
- Chaseella
- Drymoda
- Genyorchis
- Monomeria
- Pedilochilus
- Sunipia
- Trias

## Publication originale
- Rudolf Schlechter, Die Orchideen, 1915, p. 319.